# Wayne Hillman
Wayne James Hillman, född 13 november 1938, död 24 november 1990, var en kanadensisk professionell ishockeyback som tillbringade 13 säsonger i den nordamerikanska ishockeyligan National Hockey League (NHL), där han spelade för Chicago Black Hawks, New York Rangers, Minnesota North Stars och Philadelphia Flyers. Hillman producerade 104 poäng (18 mål och 86 assists) samt drog på sig 534 utvisningsminuter på 691 grundspelsmatcher.
Han spelade också för Cleveland Crusaders i World Hockey Association (WHA); Buffalo Bisons i American Hockey League (AHL); St. Louis Braves i Central Professional Hockey League (CPHL) samt St. Catharines Teepees i OHA-Jr.
Hillman vann Stanley Cup för säsongen 1960–1961.
Han var bror till Floyd Hillman och Larry Hillman samt onkel till Brian Savage.

## Statistik
| 1955–1956      | St. Catharines Teepees | OHA-Jr.        | 43  | 2  | 2  | 4   | 23  | 6  | 1 | 0  | 1  | 4  |
| 1956–1957      | St. Catharines Teepees | OHA-Jr.        | 49  | 5  | 9  | 14  | 83  | 14 | 0 | 13 | 13 | 32 |
|                | Buffalo Bisons         | AHL            | 1   | 0  | 0  | 0   | 0   | —  | — | —  | —  | —  |
| 1957–1958      | St. Catharines Teepees | OHA-Jr.        | 52  | 13 | 26 | 39  | 160 | 8  | 1 | 5  | 6  | 18 |
| 1958–1959      | St. Catharines Teepees | OHA-Jr.        | 49  | 8  | 30 | 38  | 115 | 7  | 0 | 0  | 0  | 21 |
|                | Buffalo Bisons         | AHL            | 1   | 0  | 1  | 1   | 0   | —  | — | —  | —  | —  |
| 1959–1960      | Buffalo Bisons         | AHL            | 64  | 1  | 13 | 14  | 48  | —  | — | —  | —  | —  |
| 1960–1961      | Chicago Black Hawks    | NHL            | —   | —  | —  | —   | —   | 1  | 0 | 0  | 0  | 0  |
|                | Buffalo Bisons         | AHL            | 72  | 0  | 18 | 18  | 40  | 4  | 0 | 1  | 1  | 0  |
| 1961–1962      | Chicago Black Hawks    | NHL            | 19  | 0  | 2  | 2   | 14  | —  | — | —  | —  | —  |
|                | Buffalo Bisons         | AHL            | 50  | 2  | 16 | 18  | 43  | 9  | 0 | 1  | 1  | 10 |
| 1962–1963      | Chicago Black Hawks    | NHL            | 67  | 3  | 5  | 8   | 74  | 6  | 0 | 2  | 2  | 2  |
| 1963–1964      | Chicago Black Hawks    | NHL            | 59  | 1  | 4  | 5   | 51  | 7  | 0 | 1  | 1  | 15 |
| 1964–1965      | Chicago Black Hawks    | NHL            | 19  | 0  | 1  | 1   | 8   | —  | — | —  | —  | —  |
|                | St. Louis Braves       | CPHL           | 29  | 7  | 12 | 19  | 19  | —  | — | —  | —  | —  |
|                | New York Rangers       | NHL            | 22  | 1  | 7  | 8   | 26  | —  | — | —  | —  | —  |
| 1965–1966      | New York Rangers       | NHL            | 68  | 3  | 17 | 20  | 70  | —  | — | —  | —  | —  |
| 1966–1967      | New York Rangers       | NHL            | 67  | 2  | 12 | 14  | 43  | 4  | 0 | 0  | 0  | 2  |
| 1967–1968      | New York Rangers       | NHL            | 62  | 0  | 5  | 5   | 46  | 2  | 0 | 0  | 0  | 0  |
| 1968–1969      | Minnesota North Stars  | NHL            | 50  | 0  | 8  | 8   | 32  | —  | — | —  | —  | —  |
| 1969–1970      | Philadelphia Flyers    | NHL            | 68  | 3  | 5  | 8   | 69  | —  | — | —  | —  | —  |
| 1970–1971      | Philadelphia Flyers    | NHL            | 69  | 5  | 7  | 12  | 47  | —  | — | —  | —  | —  |
| 1971–1972      | Philadelphia Flyers    | NHL            | 47  | 0  | 3  | 3   | 21  | —  | — | —  | —  | —  |
| 1972–1973      | Philadelphia Flyers    | NHL            | 74  | 0  | 10 | 10  | 33  | 8  | 0 | 0  | 0  | 0  |
| 1973–1974      | Cleveland Crusaders    | WHA            | 66  | 1  | 7  | 8   | 51  | 5  | 0 | 0  | 0  | 16 |
| 1974–1975      | Cleveland Crusaders    | WHA            | 60  | 2  | 9  | 11  | 37  | 5  | 0 | 2  | 2  | 2  |
| NHL totalt     | NHL totalt             | NHL totalt     | 691 | 18 | 86 | 104 | 543 | 28 | 0 | 3  | 3  | 19 |
| WHA totalt     | WHA totalt             | WHA totalt     | 126 | 3  | 16 | 19  | 88  | 10 | 0 | 2  | 2  | 18 |
| AHL totalt     | AHL totalt             | AHL totalt     | 188 | 3  | 48 | 51  | 131 | 13 | 0 | 2  | 2  | 10 |
| OHA-Jr. totalt | OHA-Jr. totalt         | OHA-Jr. totalt | 193 | 28 | 67 | 95  | 381 | 35 | 2 | 18 | 20 | 75 |